# Elvington (Dover)
Elvington – wieś w Anglii, w hrabstwie Kent, w dystrykcie Dover. Leży 15 km na południowy wschód od miasta Canterbury i 103 km na wschód od centrum Londynu.